# Leontine Hagmaier
Leontine Sofie Emilie Karoline Hagmaier  (* 17. Februar 1862 in Krautheim an der Jagst; †  8/9. August 1931 in Eckwälden, heute Bad Boll) war die erste Oberstudienrätin Württembergs und Schulleiterin des ersten württembergischen Gymnasium für Mädchen.

## Leben
Leontine Hagmaier wurde als älteste von sieben Kindern geboren. Sie besuchte von 1868 bis 1876 die Volksschule in Neustadt/Schwarzwald und Messkirch. Bereits mit zehn Jahren bekam sie privat Lateinunterricht und wurde zu Verwandten nach Stuttgart geschickt. Im Jahr 1880 legte sie am Eberhard-Ludwigs-Gymnasium Stuttgart das Abitur ab und war damit erste Abiturientin Baden-Württembergs und vermutlich auch Deutschlands. Anschließend begann sie private Lehrerinnenseminare zu besuchen, legte 1882 die Höhere Lehrerinnenprüfung ab und ging anschließend für drei Jahre nach Straßburg, wo sie als Haushälterin der Familie des Grafen von Solms arbeitete. Nach dieser Erfahrung nahm sie ihre erste Stelle als Lehrerin an. Ihr erster Lehrauftrag war von 1885 bis 1887 in Straßburg, wo sie als Klassenlehrerin in den Mittel- und Oberklassen der privaten Mädchenrealschule „Bon Pasteur“ unterrichtete. Anschließend wurde sie Erzieherin bei einer französischen Familie mit Wohnsitz in Frankreich und Nizza. Nach zwei Jahren nahm sie eine Lehrtätigkeit und eine Erzieherstelle in England an. 1890 gründete sie eine private Mädchenschule in Altkirch und übernahm im gleichen Jahr bis 1912 die Leitung des Prieserschen Pensionats. Im Jahr 1899 gründete Gertrud Schwend das erste Württembergische Mädchengymnasium in der Kronenstraße 41 in Stuttgart. Nach dem Tod von Gertrud Schwend übernahm Leontine Hagmaier 1901 die Leitung des Mädchengymnasiums und hatte diese bis 1929 inne. 1904 legten die ersten vier Mädchen des Mädchengymnasiums das Abitur erfolgreich ab. Diese ersten vier Abiturientinnen wurden auf königlichen Erlass an der Universität Tübingen als ordentliche Studentinnen eingeschrieben. Im Jahr 1909 bekam das Mädchengymnasium einen neuen Namen, zuerst „Königin-Charlotte-Gymnasium für Mädchen“ und 1937 Hölderlin Oberschule für Mädchen. Das Gebäude, worin sich die Schule zum Zeitpunkt der Umbenennung befand, wurde zu klein und so zog die Hölderlin Oberschule für Mädchen 1909 in das neu errichtete Schulgebäude in die Hölderlinstraße 29. Zum Zeitpunkt dieses Umzugs hatte die Schule bereits etwa 100 Schülerinnen. Im Zuge der Pensionierung Hagmaiers gab es am 13. März 1929 einen Festakt.
Hagmaier wurde 1924 zur Oberstudiendirektorin ernannt und war damit die erste Frau in Deutschland mit diesem Titel.
Leontine Hagmaier hatte während ihres ganzen Lebens nie geheiratet, sonst hätte sie ihren Beruf aufgeben müssen. Denn Frauen wurden zu dieser Zeit nach der Heirat aus dem Beamtenstand entlassen und mussten zu Hause bleiben. Obwohl Leontine Hagmaier ihr Leben lang gearbeitet hat, wurde sie nicht reich und hatte in ihrem Ruhestand nicht viel Geld zur Verfügung.
Sie starb an einem Herzschlag und wurde am 12. August 1931 auf dem Waldfriedhof in Stuttgart begraben und geriet bald in Vergessenheit.

## Weblink
- Landesarchiv Baden-Württemberg: Hagmaier, Leontine Sofie Emilie Karoline